# الحويرة بنساح (المزاحمية)
الحويرة بنساح، هي قرية من فئة (ب) تقع في محافظة المزاحمية، والتابعة لمنطقة الرياض في السعودية. وتبعد الحويرة بنساح عن محافظة المزاحمية بمسافة تقارب () كم.